# Airlines of Tasmania
Airlines of Tasmania is een kleine regionale luchtvaartmaatschappij die in Launceston, Australië is gestationeerd. Het heeft een vloot van lichte vliegtuigen en voert vluchten uit naar Launceston op Tasmanië, Flinders Island en naar Moorabbin Airport in Melbourne, Victoria op het Australische vasteland.
In de jaren 70 had het bedrijf regelmatige vluchten op de Australische Westkust. Er werd toen gevlogen op de luchthavens Queenstown  en Strahan.
In 2004-2005 was er een dienst tussen Hobart en Strahan, deze route was echter weinig winstgevend en werd gesloten.

## Code Data
- IATA Code: FO
- ICAO Code: ATM
- Callsign: Airtas

## Vloot

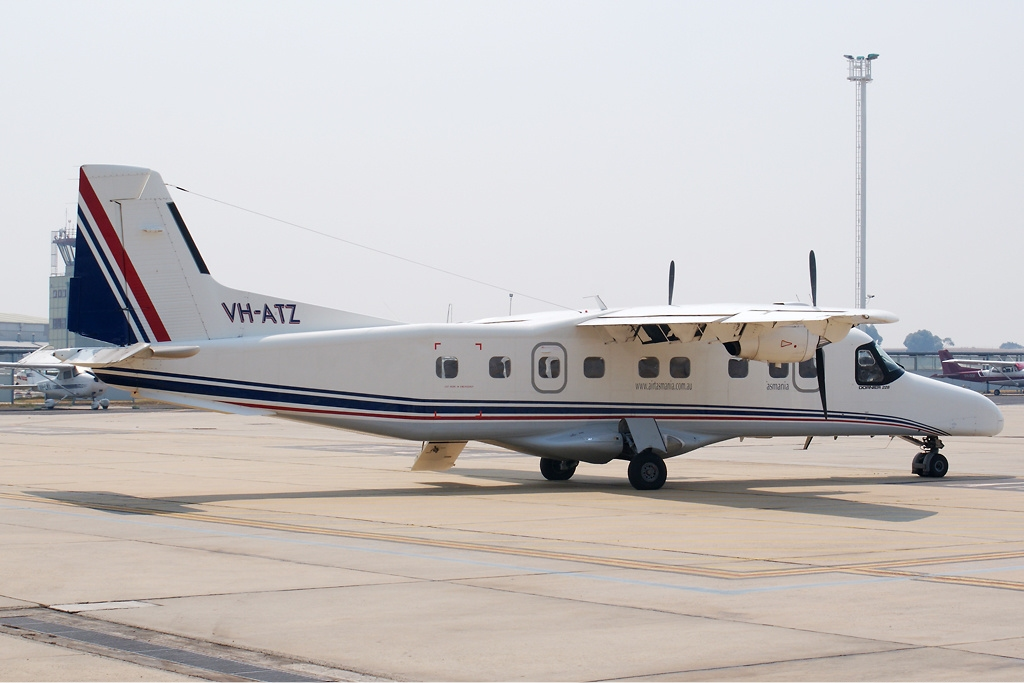
Dornier 228-212

De vloot van Airlines of Tasmania bestaat uit: (januari 2009)
- 1 Aero Commander 680FL/P Grand Commander
- 1 Cessna 172P Skyhawk
- 2 Cessna U206G Stationair
- 4 Cessna 404 Titan
- 1 Dornier 228-212
- 1 Government Aircraft Factories N22C Nomad
- 2 Britten-Norman BN-2A Islander
- 2 Piper PA-31 Navajo
- 1 Piper PA31P Pressurised Navajo